# Alexander Cepeda
Alexander Jefferson Cepeda Ortiz (* 16. Juni 1998 in El Playón de San Francisco) ist ein ecuadorianischer Radrennfahrer.

## Sportliche Laufbahn
Zur Saison 2017 wurde Cepeda Mitglied im UCI Continental Team Ecuador, für das er zwei Jahre fuhr. 2018 wurde er nationaler U23-Meister im Einzelzeitfahren. In der Saison 2019 blieb er ohne Team und startete international nur für die Nationalmannschaft, für die er eine Etappe der Tour de l’Avenir und bei den Panamerika-Meisterschaften die Bronzemedaille im Straßenrennen der U23 gewann.
Zur Saison 2020 erhielt Cepda einen Vertrag bei UCI ProTeam Androni Giocattoli-Sidermec. Für das Team nahm er mit dem Giro d’Italia 2020 erstmals an einer Grand Tour teil, die er als 78. der Gesamtwertung beendete. In der Saison 2021 wurde er nationaler Meister im Straßenrennen der Elite. Seinen ersten Erfolg als Profi erzielte er bei der Tour de Savoie Mont-Blanc, bei der er zunächst die zweite Etappe und am Ende die Gesamt- und die Punktewertung gewann. Beim Giro di Sicilia 2022 verpasste er als Zweiter nur knapp seinen zweiten Sieg bei einer Rundfahrt.
Zum 1. August 2022 wechselte Cepeda zum UCI WorldTeam EF Education-EasyPost. Den ersten Sieg für sein neues Team erzielte er 2023 mit einem Etappenerfolg bei der Tour de l’Ain. In der Saison 2024 war er beim selben Rennen erneut auf einer Etappe erfolgreich und sicherte sich damit auch die Gesamtwertung.

## Familie
Cepedas zwei Jahre älterer Cousin Jefferson Albeiro Cepeda Hernández, mit dem er gemeinsam trainiert, ist ebenfalls professioneller Radrennfahrer. Zur Unterscheidung nennt sich sein Cousin Jefferson Cepeda und er sich selbst beim zweiten Vornamen Alexander Cepeda.

## Erfolge
2018
- Ecuadorianischer Meister – Einzelzeitfahren (U23)

2019
- eine Etappe Tour de l’Avenir
- Panamerikameisterschaften – Straßenrennen (U23)

2021
- Ecuadorianischer Meister – Straßenrennen
- Nachwuchswertung Tour of the Alps
- Gesamtwertung, eine Etappe und Punktewertung Tour de Savoie Mont-Blanc

2022
- Nachwuchswertung Giro di Sicilia

2023
- eine Etappe Tour de l’Ain

2024
- eine Etappe Tour de l’Ain

## Grand-Tour-Platzierungen
| Grand Tour            | 2020 | 2021 | 2022 | 2023 | 2024 |
| --------------------- | ---- | ---- | ---- | ---- | ---- |
| Giro d’ItaliaGiro     | 78   | DNF  | DNF  | 53   | 71   |
| Tour de FranceTour    | –    | –    | –    | –    | –    |
| Vuelta a EspañaVuelta | –    | –    | –    | –    | 46   |